# Vjačeslav Kernozenko
Vjačeslav Kernozenko (in ucraino В'ячеслав Сергійович Кернозенко?, Vjačeslav Serhijovyč Kernozenko; L'Avana, 4 giugno 1976) è un allenatore di calcio ed ex calciatore ucraino, di ruolo portiere, preparatore dei portieri del Kolos Kovalivka.

## Palmarès

### Giocatore

#### Competizioni nazionali
- Campionato ucraino: 8

Dinamo Kiev: 1993-1994, 1994-1995, 1995-1996, 1996-1997, 1997-1998, 1998-1999, 1999-2000, 2000-2001
- Coppa d'Ucraina: 4

Dinamo Kiev: 1995-1996, 1997-1998, 1998-1999, 1999-2000